# Öffentlicher Auftraggeber
Der Rechtsbegriff Öffentlicher Auftraggeber bezeichnet im Vergaberecht diejenigen Auftraggeber, die bei der Vergabe eines öffentlichen Auftrags in der EU das Vergaberecht zu beachten haben, also insbesondere die Aufträge öffentlich ausschreiben müssen. Der Anteil öffentlicher Aufträge am Bruttoinlandsprodukt der EU wurde im Jahr 2016 auf über 16 Prozent geschätzt.

## Auftraggeberbegriff im deutschen Recht
Der Begriff des Öffentlichen Auftraggebers ist definiert in § 98 des Gesetzes gegen Wettbewerbsbeschränkungen (GWB). Danach liegt die (öffentliche) Auftraggebereigenschaft zunächst nur bei der klassischen öffentlichen Hand vor. Der Auftraggeber im Sinne des 4. Teils der GWB steht im Kontext des EU-Vergaberechts; aber auch private Auftraggeber werden hiernach unter Umständen von dem Begriff erfasst (siehe Nr. 2–6).
Die Art der öffentlichen Auftraggeber ist in § 99 GWB abschließend aufgezählt:
1. Gebietskörperschaften sowie deren Sondervermögen,
2. andere juristische Personen des öffentlichen und des privaten Rechts, die zu dem besonderen Zweck gegründet wurden, im Allgemeininteresse liegende Aufgaben nichtgewerblicher Art zu erfüllen, wenn Stellen, die unter Nummer 1 oder 3 fallen, sie einzeln oder gemeinsam durch Beteiligung oder auf sonstige Weise überwiegend finanzieren oder über ihre Leitung die Aufsicht ausüben oder mehr als die Hälfte der Mitglieder eines ihrer zur Geschäftsführung oder zur Aufsicht berufenen Organe bestimmt haben. Das Gleiche gilt dann, wenn die Stelle, die einzeln oder gemeinsam mit anderen die überwiegende Finanzierung gewährt oder die Mehrheit der Mitglieder eines zur Geschäftsführung oder Aufsicht berufenen Organs bestimmt hat, unter Satz 1 fällt,
3. Verbände, deren Mitglieder unter Nummer 1 oder 2 fallen,
4. natürliche oder juristische Personen des privaten Rechts, die auf dem Gebiet der Trinkwasser- oder Energieversorgung oder des Verkehrs tätig sind, wenn diese Tätigkeiten auf der Grundlage von besonderen oder ausschließlichen Rechten ausgeübt werden, die von einer zuständigen Behörde gewährt wurden, oder wenn Auftraggeber, die unter Nummern 1 bis 3 fallen, auf diese Personen einzeln oder gemeinsam einen beherrschenden Einfluss ausüben können,
5. natürliche oder juristische Personen des privaten Rechts in den Fällen, in denen sie für Tiefbaumaßnahmen, für die Errichtung von Krankenhäusern, Sport-, Erholungs- oder Freizeiteinrichtungen, Schul-, Hochschul- oder Verwaltungsgebäuden oder für damit in Verbindung stehende Dienstleistungen und Auslobungsverfahren von Stellen, die unter Nummern 1 bis 3 fallen, Mittel erhalten, mit denen diese Vorhaben zu mehr als 50 vom Hundert finanziert werden,
6. natürliche oder juristische Personen des privaten Rechts, die mit Stellen, die unter Nummern 1 bis 3 fallen, einen Vertrag über die Erbringung von Bauleistungen abgeschlossen haben, bei dem die Gegenleistung für die Bauarbeiten statt in einer Vergütung in dem Recht auf Nutzung der baulichen Anlage, ggf. zuzüglich der Zahlung eines Preises besteht, hinsichtlich der Aufträge an Dritte (Baukonzession).

Von wesentlicher Bedeutung für den Auftraggeberbegriff auch im deutschen Recht ist die Rechtsprechung des Europäischen Gerichtshofes (EuGH). So hat z. B. der EuGH die öffentlich-rechtlichen Rundfunkanstalten den öffentlichen Auftraggebern im Sinne des Vergaberechts zugeordnet. Im Juni 2009 beschied der EuGH auch die öffentliche Auftraggebereigenschaft der öffentlich-rechtlichen Krankenkassen. Die Ärztekammern sind nach der Rechtsprechung des EuGH hingegen keine öffentlichen Auftraggeber.

## Ausnahmen
Eine Ausnahme der Bindung der öffentlichen Auftraggeber an die Ausschreibungspflichten des Vergaberechts gilt für die sogenannte In-House-Vergabe. Sie setzt nach der Rechtsprechung des Europäischen Gerichtshofs voraus, dass erstens die öffentliche Stelle, die ein öffentlicher Auftraggeber ist, über die fragliche Einrichtung eine ähnliche Kontrolle ausübt wie über ihre eigenen Dienststellen und zweitens diese Einrichtung ihre Tätigkeit im Wesentlichen mit der oder den öffentlichen Körperschaften ausführt, die ihre Anteile innehaben.